# Romper Stomper (серіал)
Romper Stomper — австралійський телесеріал у жанрі драми, що вийшов на каналі Stan 1 січня 2018 року. Серіал став продовженням однойменного фільму 1992 року і розгортається через 25 років після подій у фільмі. Шестисерійний серіал оповідає про протистояння нових поколінь вигаданих ультралівих активістів і їхніх ультраправих противників. У центрі сюжету — вигадане ультраправе угруповання під керівництвом Блейка Фаррона (Лачі Халм), відоме як «Сині патріоти». Жаклін МакКензі, Ден Вайлі та Джон Брумптон знову виконують свої ролі з оригінального фільму.
Серіал знятий Джоном Едвардсом і Деном Едвардсом для компанії Roadshow Rough Diamond. Режисером двох епізодів виступив Джеффрі Райт, який зняв оригінальний фільм, разом із колегами-режисерами Дайною Рід і Джеймсом Нап'єром Робертсоном. Зйомки серіалу проходили в Мельбурні протягом 9 тижнів серпня на замовлення компанії Stan у січні 2017 року.

## Акторський склад
- Тобі Уоллес у ролі Кейна, молодого чоловіка, який вступає в групу «Сині патріоти».
- Жаклін МакКензі — Габріель Джордан, мати Кейна.
- Ден Віллі в ролі Віка/Кеклза.
- Джон Брамптон — Магу.
- Лачі Халм — Блейк Фаррон, лідер правої групи «Сині патріоти»[8].
- Софі Лоу — Зої, дружина Фаррона
- Девід Венгем у ролі Яго Зорича, ведучого правого ток-шоу.
- Джеремі Ліндсей Тейлор у ролі Марко, офіцера федеральної поліції Австралії, який почав роман із Гейб.
- Маркелла Кавена в ролі Сінді, зведеної сестри Кейна, яка втекла з колонії для неповнолітніх.
- Ніколь Шамун — Лейла Тагір, молода студентка з права[9].
- Джуліан Марун у ролі Фаріда, хлопця Лейли.
- Джеймі Абдалла в ролі Маліка, брата Фаріда, боєць ММА.
- Лілі Салліван у ролі Петри, лідера антифашистської групи «Антифаш».
- Луї Корбетт у ролі Томаша, члена «Антифаш».
- Тайсан Тауні — Денні, провідний член «Антифаш».[10]
- Каден Хартчер у ролі Стікса, друга Кейна
- Філіп Гайден — МакКью, викладач Лейли в університеті, який бере участь у «Антифаш»

## Вихід
Усі шість епізодів серіалу стали доступні на каналі Stan 1 січня 2018 року. Права на міжнародну трансляцію серіалу, що охоплює Азію, частину Європи, Латинську Америку і північ Африки, були продані SundanceTV Global.

## Сюжет

### Епізод 1— «Прибуття»
Кейн і його друг Стікс рятують Блейка Фаррона, лідера ультраправого угруповання «Сині патріоти», коли він зазнає нападу антифашистської групи під час протесту на халяльному фестивалі в Сент-Кілді. Жінка на фестивалі, Лайла Тахір, наражається на ризик стати жертвою нападу, коли виступає проти Фаррона в телевізійних новинах. Вдячний Блейк бере хлопчиків під своє крило і пропонує їм роботу водіїв вантажівок у своєму бізнесі з переробки відходів. У Кейна починається роман із дружиною Блейка, Зої, і він різко засуджує її колишнього партнера, який до зустрічі з Блейком займався її сутенерством заради грошей на наркотики. Сестра Кейна, Сінді, тікає з двома друзями з колонії для неповнолітніх. Пізніше Кейн звертається до своєї матері, Гейб Джордан, і каже, що знає, хто його батько.

### Епізод 2— «Якщо кров заплямує тин»
Сінді та її друзів переслідує поліція після спроби викрадення автомобіля — двох інших заарештовують, але Сінді вдається втекти й провести ніч на вулиці. Лайлі телефонує ведучий ток-шоу Яґо Зоріч і просить її стати гостею його програми «No Quarter». Вона погоджується, але здивована, що Блейк також є гостем, і шокована, коли Джаго нападає на неї, звинувачуючи у підтримці ісламського тероризму. Кейн пропонує «Синім патріотам» сформувати нічні патрулі для захисту білих людей від тих, кого вони вважають «покидьками». Одного ранку вони переслідують викрадачку сумочки, яка виявляється сестрою Кейна, Сінді.

### Епізод 3— «Поезія»
Сінді починає співпрацювати з антифашистами після обіду в їхній благодійній їдальні. Гейб просить свого коханого, Марко, офіцера федеральної поліції, почати стежити за Кейном. Невдовзі Гейб сильно розчаровується, коли дізнається, що Кейн пов'язаний з неонацистським угрупованням. Блейк відвозить свою команду на тренування зі стрільби в кущі Магу, де принижує Кейна за відмову вбити свиню, а потім погрожує йому через його роман із Зої. Пізніше вночі Кейн зіштовхує Блейка з урвища та вбиває його. Повернувшись до Мельбурна, Кейн і Стікс відвідують колишнього скінхеда Віка і повідомляють йому, що справа зроблена.

### Епізод 4— «Темне серце речей»
На похороні Блейка антифашисти протистоять «Синім патріотам», але Кейн і Вік готові зустріти їх з підкріпленням і зброєю, в результаті чого Денні потрапляє в кому. Гейб безуспішно намагається відмовити Кейна від участі в русі неонацистів. Після сутички з двома суданськими молодиками Кейн і Вік вирушають до Магу за зброєю, а Нодді викрадають і катують. Лайла приєднується до антифа, щоб розгромити будинок Яго Зоріча, не помітивши, що той вдома, і помирає, послизнувшись і вдарившись головою. Приїжджає Кейн і розмальовує стіни ісламськими графіті.

### Епізод 5— «Хаос»
Петра і МакКью намагаються прибрати за собою після катастрофічного нальоту на будинок Зоріча. Незалежний депутат Джордж Анабасіс розглядає можливість підтримки імміграційного законопроєкту після того, як засудив смерть Зоріча як терористичний акт. Поки «Антифаш» намагається вистежити Лайлу, щоб змусити її замовкнути, вона зв'язується з Анабасісом, щоб той зупинив їх. Вік і Магу обговорюють «роботу», яку вони планують, щоб отримати гроші для дочки Магу. Гейб намагається вбити її батька. Марко намагається завербувати Кейна як інформатора. Сінді розповідає Віку, що «Антифаш» зустрінеться з Анабасісом, і Вік планує його вбивство. Гейб наважується на останню розмову з Кейном і розповідає йому шокуючу правду про його батька.

### Епізод 6— «Анабасіс»
Гейб покидає країну, а Вік і Магу продовжують реалізовувати свій план вбивства Джорджа Анабасіса, виготовляючи для смертельно хворого Магу жилет смертника, який він одягне на зустріч випускників, де виступатиме Анабасіс. Сінді, Петра і Томас прямують до елінгу, як і Лейла та Фарид, сподіваючись поговорити з Анабасісом. За групою «Антифаш» слідує поліція, але поліцейські потрапляють в аварію, тому доводиться припинити операцію. Марко кидається до елінгу, але його застрелює Зої. Коли Кейн розуміє, що Сінді в елінгу, а план Віка виконується, він біжить до річки, але запізнюється і бачить, як вибухає бомба, вбиваючи майже всіх, хто був усередині.